# کلاوس بادت
کلاوس بادت (انگلیسی: Klaus Badelt؛ زادهٔ ۱۲ ژوئن ۱۹۶۷) یک آهنگساز اهل آلمان است.

## فیلم‌شناسی
۲۰۰۲
- تعادل (فیلم)
- کی-۱۹: بیوه‌کن
- ماشین زمان
- Teknolust

۲۰۰۳
- تازه‌کار
- ند کلی
- بیسیک
- دزدان دریایی کارائیب: نفرین مروارید سیاه
- Beat the Drum

۲۰۰۴
- زن گربه‌ای

۲۰۰۵
- تعهد
- کنستانتین (به همراه برایان تایلر)

۲۰۰۶
- بلوک ۱۶
- فرابنفش
- پوزئیدون
- میامی وایس
- سپیده‌دم رهایی

۲۰۰۷
- Redline
- Premonition
- تی‌ام‌ان‌تی

۲۰۰۸
- The Scorpion King 2: Rise of a Warrior (فیلم ویدئویی)
- Starship Troopers 3: Marauder (فیلم ویدئویی)
- Pour Elle
- Dragon Hunters
- مراسم اختتامیه بازی‌های المپیک تابستانی ۲۰۰۸

۲۰۰۹
- Le Petit Nicolas (French)
- سولومون کین
- بیداری مدیسون
- Killshot

۲۰۱۰
- Heartbreaker
- دیلن داگ : مرگ شب
- شانگهای (فیلم ۲۰۱۰)
- The Extra Man
- À bout portant
- مردمان شادمان: یک سال در تایگا

۲۰۱۱
- The Swarm
- MotorStorm: Apocalypse
- The Prodigies
- Seven Days in Utopia
- پرتقال‌ها

۲۰۱۲
- Shanghai Calling
- آستریکس و اوبلیکس: خدا حافظ خاک بریتانیا
- Un plan parfait

۲۰۱۴
- هیلو
- Supercondriaque
- Le Père Noël

۲۰۱۵
- شهبانوی بیابان
- راهب (in post production)